# Леринско-костурски македонски народоосвободителен батальон
Леринско-костурският македонски народоосвободителен батальон „Гоце“ (на гръцки: Τάγμα του Γκότσε) е комунистическа партизанска единица във Вардарска и Егейска Македония, участвала в съпротивителното движение в окупирана Гърция през Втората световна война в рамките на Гръцката народна освободителна армия (ЕЛАС).

## Дейност
Батальонът е формиран на 2 август 1944 година в костурското село Поздивища с решение на областния комитет на Комунистическата партия на Гърция за Македония, скоро след като Славяномакедонският народоосвободителен фронт (СНОФ) е разпуснат. Това става в присъствието на Ренос Михалеас и на комисаря от Югославия Петър Богданов – Кочко. Съставен е от бойците на доскорошния Костурския народоосвободителен батальон на Караорман и от новопристигнали партизани. Към август 1944 година батальонът наброява 270 души и е в състава на 28-и полк на ЕЛАС. От тях са въоръжени само 50 души, а на останалите се дава временен отпуск. Действа против германски части и контрачетите в Костурско, и издава вестник „Победа“ на 1 октомври 1944 година. Под натиск от ЕЛАС за саморазпускането му, батальонът на 3 октомври се прехвърля във Вардарска Македония, където се влива в Леринско-костурската македонска народоосвободителна бригада на 22 октомври.

## Участници
- Алеко Шишковски
- Атанас Коровешов
- Илия Димовски, комисар (капетаниос)
- Космас Спанос (Аминтас), командир на батальона
- Михали Апостолов, командир на взвод
- Пандо Шиперков, политически комисар
- Спиридон Благоев, командир на рота
- Яни Пировски